# Odcinek linii kolejowej
Odcinek linii kolejowej – część linii kolejowej zawarta między stacjami węzłowymi albo między punktem początkowym lub końcowym linii kolejowej i najbliższą stacją węzłową.
Odcinek to część linii kolejowej stanowiący 2, 3 lub więcej kolejnych szlaków, np. linia Warszawa – Lublin składa się z odcinków: Warszawa – Pilawa, Pilawa – Dęblin i Dęblin – Lublin.